# Thouinia striata
Thouinia striata är en kinesträdsväxtart som beskrevs av Ludwig Radlkofer. Thouinia striata ingår i släktet Thouinia och familjen kinesträdsväxter. Utöver nominatformen finns också underarten T. s. portoricensis.